# Saint-Pierre-du-Mont
Saint-Pierre-du-Mont és un municipi francès, situat al departament de Calvados i a la regió de Normandia.